# 楊紹和
杨绍和（1830年—1875年），字彦合，又字念微，号协卿。山東聊城县城里（今属聊城市东昌府区）人。
杨以增次子，道光十年（1830年）出生。咸丰二年（1852年）举於乡，受知於湖广总督林则徐。同治四年（1865年）中进士，授编修，官至翰林院侍读。杨绍和與其父皆好藏书，接手海源阁，怡亲王载垣被賜自盡，杨绍和购得怡府大量宋版珍本。藏書數数十万卷，“禀承家学，一专于书，搜罗典籍，不遗余力，孤本珍籍，精校名抄，乃悉集于聊城”。光绪元年（1875年）因吸食鴉片暴卒。